# Massacres d'Adana
Pour les articles homonymes, voir Adana (homonymie).

Quartiers arméniens d'Adana pillés et brûlés pendant les massacres.

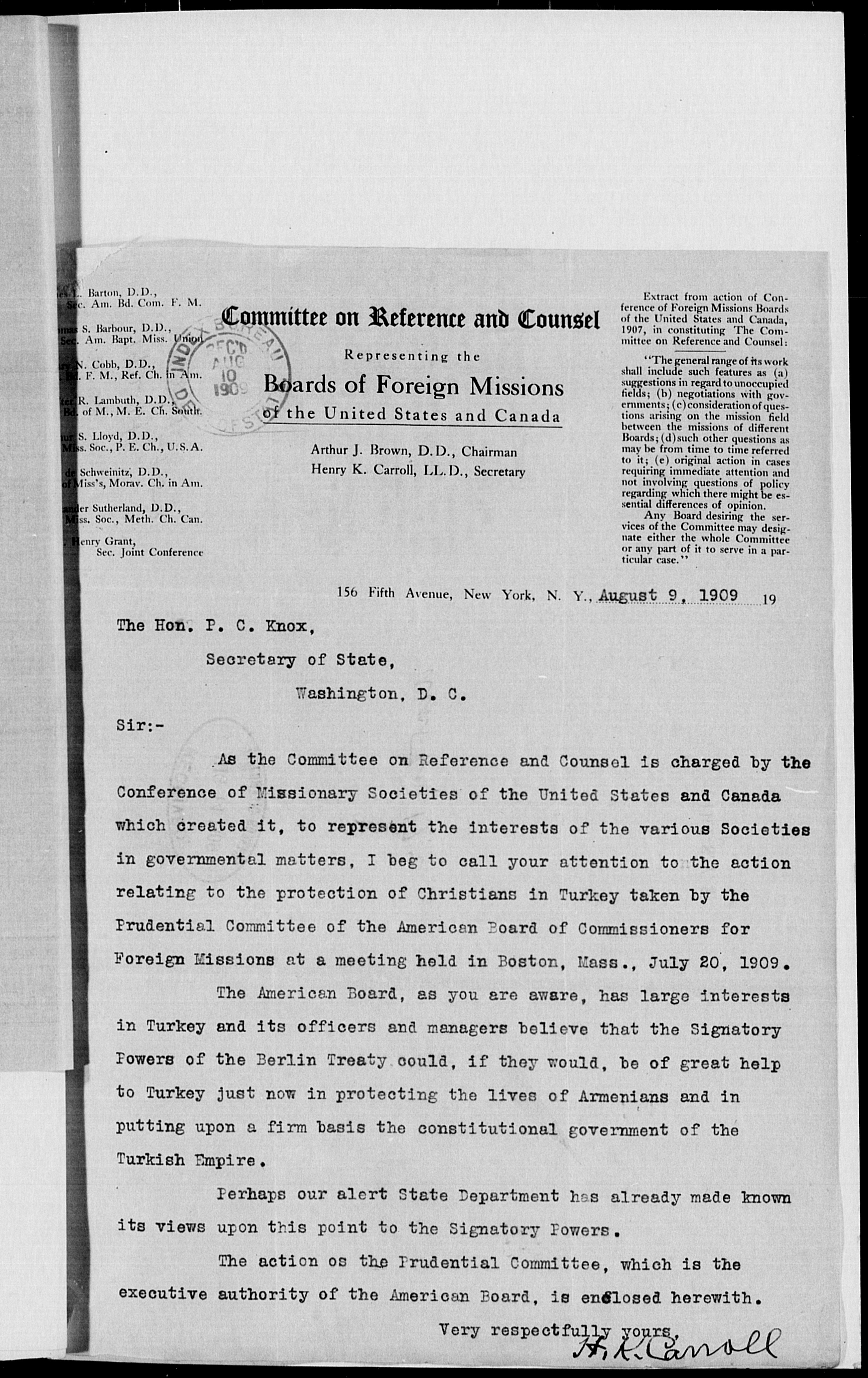
Henry K. Carroll, du Boards of Foreign Missions, plaide dans ce texte auprès du secrétaire d’État américain en faveur de la protection des chrétiens de l'Empire ottoman.

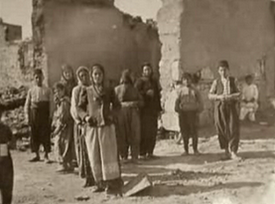
Un village arménien pillé et détruit lors du massacre d'Adana.

Les massacres d'Adana (en arménien Ադանայի կոտորած ; en turc Adana İğtişaşı) ont lieu dans le vilayet d'Adana (Empire ottoman) – qui correspond à peu près à la région historique de Cilicie – durant le mois d'avril 1909. Un massacre perpétré par des Turcs contre les populations arméniennes de la ville d'Adana à la suite de la contre-révolution ottomane de 1909 dégénère en une flambée de violence anti-arménienne dans toute la province. Des rapports estiment que ces pogroms ont fait en tout entre 20 000 et 30 000 victimes arméniennes, et 1 300 victimes assyriennes.
En 1908, lors de la révolution des Jeunes-Turcs, des groupes révolutionnaires ottomans et arméniens coopèrent pour parvenir à la destitution du sultan Abdülhamid II et réinstaurer la constitution de 1876. En réaction, le 31 mars 1909 (ou 13 avril selon le calendrier occidental), une contre-révolution armée prend pour cible le Comité Union et Progrès et s'empare de Constantinople. Cette révolte ne dure que dix jours mais déclenche le massacre des populations arméniennes de la province d'Adana pendant plus d'un mois.
Ces massacres trouvent leur origine dans des différences politiques, économiques et religieuses. Les Arméniens d'Adana étaient décrits comme étant les « plus riches et les plus prospères »,.
La minorité arménienne avait ouvertement soutenu le coup d’État contre Abdülhamid II. La montée du nationalisme turc et la croyance populaire que les Arméniens étaient une sorte de cinquième colonne séparatiste et contrôlée par l'Europe contribuèrent à la férocité des exactions.

## Contexte
Adana devient arménienne en 1132, prise par les forces armées de la principauté de Petite-Arménie et en fait partie jusqu'en 1360. Les Arméniens continuent de s'y installer au fil des siècles, y formant une population prospère et créatrice.
En 1908, le gouvernement des Jeunes-Turcs arrive au pouvoir à la suite d'une révolution. En un an, la population arménienne de l'Empire ottoman profite de la fin du règne du sultan Abdülhamid II pour s'organiser politiquement afin de soutenir le nouveau gouvernement, qui leur promet de les mettre sur un pied d’égalité avec leurs compatriotes musulmans et la réconciliation entre les religions et les ethnies de l'Empire.
Les Arméniens étaient jusqu'alors soumis au statut de dhimmi. De plus, à partir de 1876, le sultan Abdülhamid II, animé par le panislamisme, sorte de nationalisme musulman, met en œuvre une campagne de massacres d'Arméniens (appelés massacres hamidiens) qui, en 1896, a fait plus de 200 000 morts. Ces massacres provoquent l'indignation de toute l'Europe qui n'intervient toutefois pas. C'est pourquoi la minorité arménienne de Cilicie, mais aussi le reste des Arméniens de l'Empire et de la diaspora, voit dans l'arrivée au pouvoir des Jeunes-Turcs un cadeau du ciel. Ainsi, les chrétiens obtiennent le droit de s'armer et de former des groupes politiques significatifs. Mais les loyalistes du sultan, purs produits du système qui avait débouché sur les massacres hamidiens, voient rapidement l'émancipation des chrétiens comme portant préjudice à leurs avantages.
La contre-révolution ottomane de 1909 reprend le pouvoir des mains des Jeunes-Turcs et permet à Abdülhamid II de récupérer brièvement ses pouvoirs dictatoriaux. Ce dernier se tourne vers la frange de la population musulmane la plus conservatrice et réactionnaire, mobilisant une rhétorique populiste parlant de réinstaurer la charia et un califat islamique. Cette stratégie lui permet d'obtenir un véritable soutien populaire qu'il dirige contre le mouvement des Jeunes-Turcs.

### Causes
Selon une source, quand est parvenue à Adana la nouvelle qu'une insurrection avait eu lieu à Constantinople, la rumeur d'une révolte arménienne imminente commence à circuler au sein de la population musulmane d'Adana. Entre ce moment et le 14 avril, le quartier arménien est ravagé par la foule et plusieurs milliers d'Arméniens périssent les semaines qui suivent.
D'autres sources soulignent qu'une « échauffourée entre Arméniens et Turcs le 13 avril a provoqué une émeute qui a entraîné le pillage des bazars et le saccage des quartiers arméniens ». Deux jours plus tard, plus de 2 000 Arméniens avaient perdu la vie à cause de ces évènements.
Dans son rapport sur le massacre daté de juillet 1909 et adressé au diplomate Sir Gerard Lowther, l'officier et vice-consul britannique à Mersine Charles Doughty-Wylie (en) écrit que « la théorie que les Arméniens ont mené une révolution armée est aujourd'hui largement mise en doute par les élites intellectuelles »,. Doughty-Wylie explique qu'il est impossible qu'une insurrection ait lieu sans réelle concentration de troupes ou sans un effort de s'emparer d'une place forte ; et que, de toute manière, le nombre d'Arméniens potentiellement mobilisés aurait « facilement été battu par l'armée ottomane »,. « Ils n'auraient pas laissés à leur sort funèbre et éparpillés largement à travers la province sans armes ni espoir d'évasion leurs fils et leurs frères »,, ajoute-t-il en note de bas de page.
De ce rapport de Charles Doughty-Wylie, l'historien Vahakn Dadrian sélectionne certains passages significatifs : « Les Turcs, maîtres durant des siècles, ont trouvé leur grande pierre d'achoppement dans l'égalité avec les chrétiens. […] Chez les professeurs en islam les plus féroces, la rancœur grandit. Les adversaires de Dieu allaient-ils devenir les égaux de l'islam ? Pour eux, dans tous les cafés, les infidèles discutaient à voix haute d'un changement détesté et athée »,,.
Abdülhamid devient alors une figure adorée, dans ce contexte, parce que, selon Doughty-Wylie, « il avait lancé la mode du massacre » (« had set the fashion of massacres »).

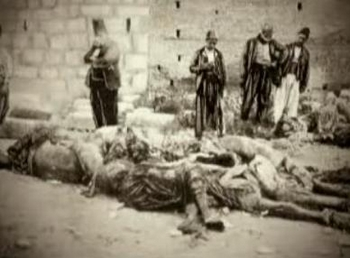
Cadavres d'Arméniens massacrés à Adana.

## Déroulement
Organisés par le mouvement Jeunes-Turcs, arrivés au pouvoir en 1908, ils font entre 20 000 et 30 000 morts.
À l'instar du sultan Abdülhamid, les Jeunes-Turcs sont animés par le panturquisme, qui place la race turque au-dessus des Arabes et des Perses. L'idée originale que « l'Empire de l'Islam sera assez vaste pour que nous puissions rompre tout contact avec les Chrétiens » a fait son temps et l'idée de régénération de la Turquie est finalement passée par une épuration de tous les « infidèles de l'Empire ».
Dans la nuit du 25 au 26 avril 1909, avec l'aide de Tchiganes et de Bachi-Bouzouks, les soldats ottomans vont massacrer les chrétiens, et piller leurs commerces, églises et écoles. Le vali se montrera incapable de ramener l'ordre. De nombreuses écoles chrétiennes sont détruites, dont la dernière école française d'Adana.
Organisés quelques années après les massacres hamidiens de 1894-1896, ils sont aussi le prélude au génocide arménien de 1915-1916.